# استئصال الكوكا

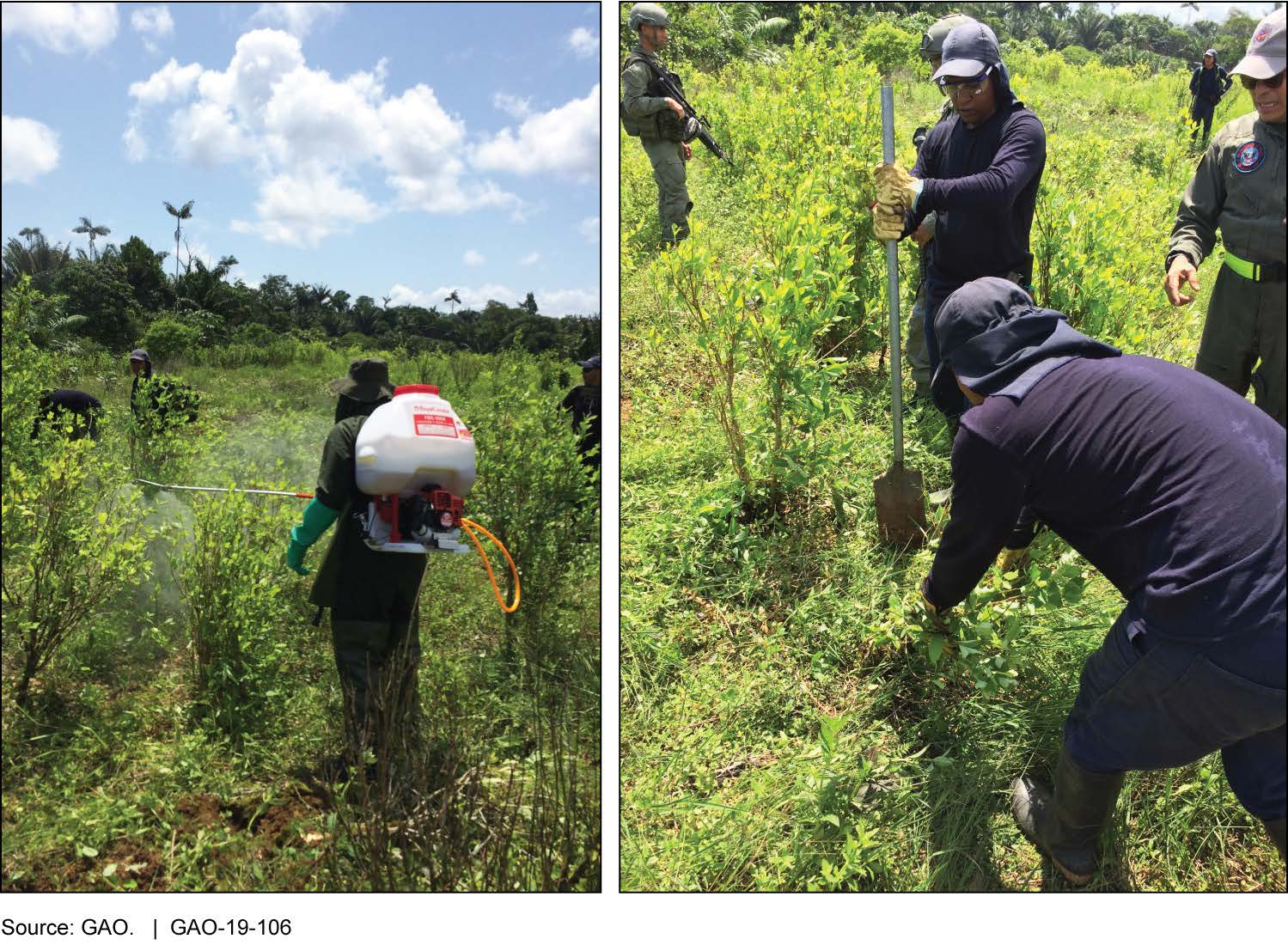
استئصال الكوكا في كولومبيا

استئصال الكوكا هي إستراتيجية روجت لها حكومة الولايات المتحدة بدءاً من عام 1961م كجزء من «الحرب على المخدرات» للقضاء على زراعة الكوكا، وهو نبات تستخدم أوراقه تقليدياً في صناعة الكوكايين، ليس فقط من قبل السكان الأصليين ولكن أيضاً في المجتمع الحديث. تم تبني الإستراتيجية بدلاً من حملات التوعية ضد تعاطي المخدرات. تتم متابعة إستراتيجية الحظر في مناطق زراعة الكوكا في كولومبيا (خطة كولومبيا), وبيرو، وبوليفيا سابقاً، وهي مثيرة للجدل إلى حد كبير بسبب تأثيرها البيئي والصحي والاجتماعي والاقتصادي. علاوة على ذلك، فإن ثقافات السكان الأصليين التي تعيش في ألتيبلانو, مثل شعب الأيماراس، تستخدم أوراق الكوكا (التي يطلقون عليها «ورقة الألفية») في العديد من تقاليدهم الثقافية، وبشكل خاص لخواصها الطبية في التخفيف من الشعور بالجوع والتعب والصداع الناتج عن داء المرتفعات. يُطلق على مزارعي الكوكا اسم Cocaleros حيث أن جزء من إنتاج الكوكا للاستخدام التقليدي يعتبر قانونياً في بيرو وبوليفيا وشيلي.

## التأثير البيئي
يتم تعرية مساحات الأراضي من نباتات الكوكا بالوسائل الميكانيكية (الحرق أو القطع) أو مبيدات الأعشاب الكيميائية، مثل الغليفوسات، والتي تهجر مما يسبب مشاكل خطيرة نتيجة التعرية الناتجة عن الأمطار الموسمية. بسبب الطلب المستمر على الكوكا، بمجرد تدمير قطعة أرض ينتقل المزارعون ببساطة إلى مناطق الغابات المجاورة، ويمهدون أراضٍ جديدة لإنتاج الكوكا. هذه الحلقة المفرغة من الزراعة غير المستدامة هي التي تسببت في تدهور البيئة في مناطق إنتاج الكوكا بشكل كبير.
تم إجراء الرش الجوي لمبيد الأعشاب المعرف بـ الغليفوسات، وهذه الطريقة هي أكثر الطرق إثارة للجدل لاستئصال الكوكا، في كولومبيا فقط وذلك بسبب استعداد تلك الحكومة للتعاون مع الولايات المتحدة في القضاء العسكري على الكوكا بعد التوقيع على خطة كولومبيا في عام 2000م. في كثير من الحالات تم الرش بواسطة مقاولين أمريكيين، مثل DynCorp, باستخدام الطائرات والمروحيات لرش الغليفوسات في مزارع الكوكا. تم إدانة الرش الجوي مراراً وتكراراً من قبل نشطاء حقوق الإنسان والبيئة بسبب تأثيره على السكان ونظام التربة والمياه المحلي. في كانون الأول (ديسمبر) 2000م، اكتشف الصحفي الهولندي مارجون فان روين أنه «بسبب رش المادة الكيميائية في كولومبيا من طائرات في مناطق مأهولة، كانت هناك شكاوى صحية مستمرة [لدى البشر]. يتم الإبلاغ بشكل متكرر عن حرقة في العين ودوخة ومشاكل في الجهاز التنفسي». في بعض المناطق، أصيب 80 في المائة من أطفال السكان الأصليين بالطفح الجلدي والحمى والإسهال وانتانات في العين. بسبب رش الغليفوسات من الهواء هناك فرصة أكبر بكثير لوقوع خطأ بشري عند رش مزارع الكوكا المشتبه بها. في كثير من الحالات، يتم رش الحقول الخاطئة، مما يؤدي ليس فقط إلى خسارة كاملة للمحصول المزروع - ولكن فقدان هذا الحقل تماماً حيث لن ينمو أي شيء بعد رش مبيدات الأعشاب. على الرغم من أن التوثيق الرسمي للآثار الصحية لرش الغليفوسات في كولومبيا غير موجود تقريباً، فقد أجرت الإكوادور المجاورة دراسات لتحديد سبب الأمراض الغامضة بين الأشخاص الذين يعيشون على طول حدود كولومبيا وطالبت منذ ذلك الحين بعدم حدوث رش جوي على مسافة 10 كم من الحدود بسبب الأضرار التي لحقت بالناس والحيوانات والبيئة في تلك المنطقة. 
بالإضافة إلى ذلك فقد شاركت الولايات المتحدة أيضاً في تطوير نوع من الفطور يدعى فطر Fusarium oxysporum للقضاء على الكوكا.  وفي عام 2000م وافق الكونغرس في الولايات المتحدة الأمريكية على استخدام فطر Fusarium كعامل للتحكم بيولوجي بهدف القضاء على محاصيل الكوكا في كولومبيا (وفطر آخر لقتل خشخاش الأفيون في أفغانستان), ولكن تم إلغاء هذه الخطط من قبل الرئيس الأمريكي في ذلك الوقت بيل كلينتون، الذي كان قلقاً أن الاستخدام الأحادي الجانب للعامل البيولوجي سوف ينظر إليه من قبل بقية العالم على أنه حرب بيولوجية. منذ ذلك الحين حظرت دول الأنديز استخدامه في جميع أنحاء المنطقة. (قد يكون استخدام العوامل البيولوجية لقتل المحاصيل غير قانوني بموجب اتفاقية الأسلحة البيولوجية لعام 1975م.)

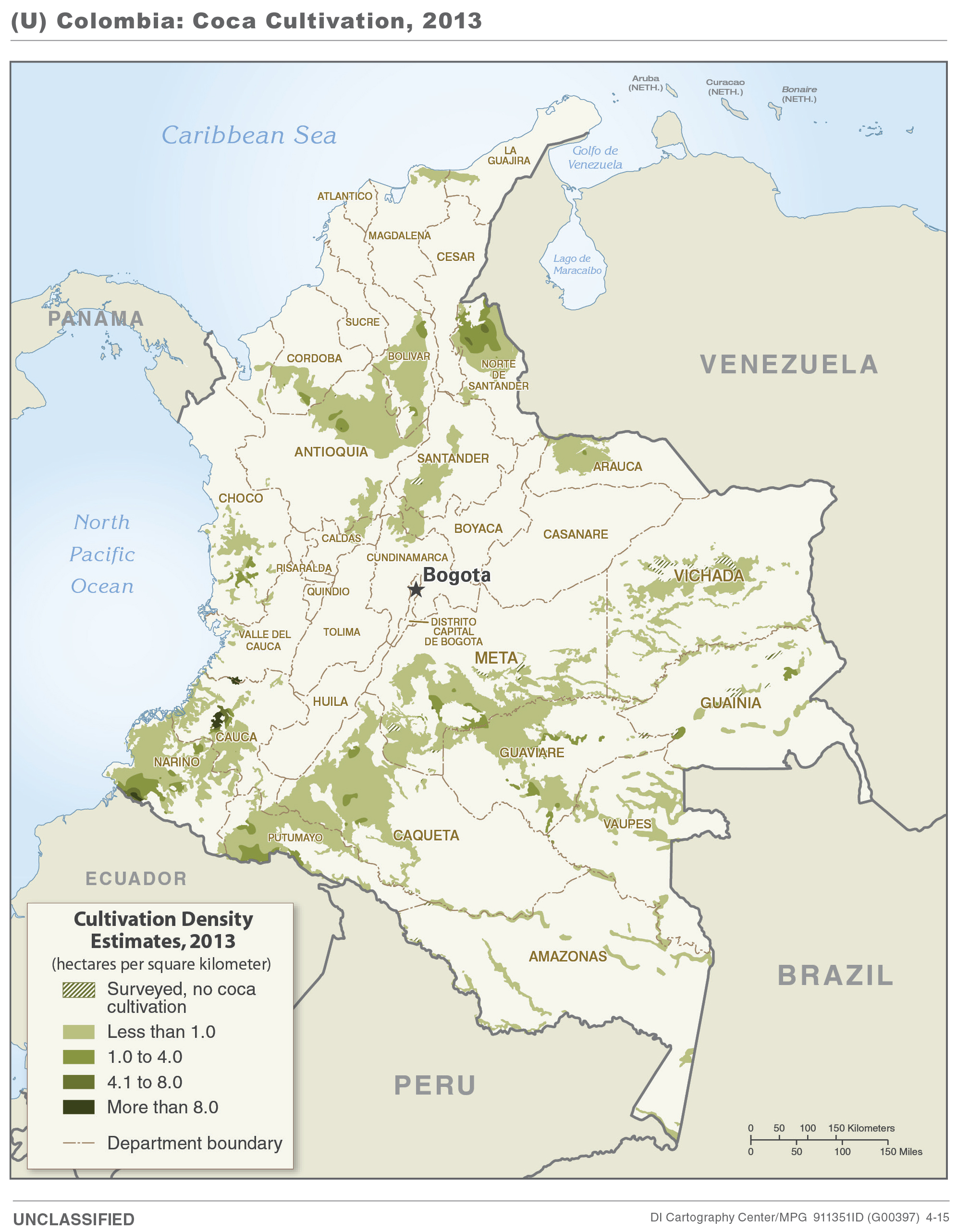
المصدر: قسم مخابرات إدارة مكافحة المخدرات DEA, ديسمبر 2013

في 25 يونيو 2003م، أمرت المحكمة الإدارية العليا في مقاطعة كونديناماركا الكولومبية بوقف رش مبيد الأعشاب الغليفوسات حتى تمتثل الحكومة لخطة الإدارة البيئية لبرنامج الاستئصال. كما كلفت سلسلة من الدراسات لحماية الصحة العامة والبيئة. ونقض مجلس الدولة الكولومبي، وهو أعلى سلطة إدارية في البلاد، لاحقاً قرار المحكمة بوقف عمليات التبخير.
في الآونة الأخيرة، تم التعرف على بوليفيانا نيجرا، وهو نوع من نبات الكوكا مقاوم للغليفوسات.

## التأثير الاجتماعي والاقتصادي
في سييرا بيرو وبوليفيا وشمال الأرجنتين، تاستخدمت نبتة الكوكا (عن طريق المضغ والتخمير بالتسريب) لآلاف السنين كمنشط وعلاج لمرض المرتفعات؛ كما أن لها قيمة رمزية. بيع واستهلاك الكوكا (ولكن ليس الكوكايين النقي) أمر قانوني ومشرع في هذه البلدان.
مع نمو عصابات المخدرات الكولومبية في الثمانينيات، أصبحت أوراق الكوكا سلعة زراعية قيّمة، لا سيما في بيرو وبوليفيا، حيث جودة الكوكا أعلى منها في كولومبيا. لتزويد الأسواق الخارجية، وسعت العصابات الزراعة إلى المناطق التي لم يكن فيها محصول الكوكا تقليدياً. هاجر العديد من الفلاحين الفقراء، الذين طردوا من المرتفعات الوسطى بسبب نقص الأراضي أو فقدان الوظائف، إلى الأراضي المنخفضة والوديان في جبال الأنديز الشرقية، حيث تحولوا إلى زراعة الكوكا.
لمواجهة هذا التطور، عززت الحكومة الأمريكية، من خلال وكالة المعونة الخارجية التابعة لها USAID، سياسة استبدال المحاصيل، حيث يتم استبدال زراعة الكوكا بالقهوة والموز والأناناس وقلب النخيل ومحاصيل أخرى مناسبة للمناخ الاستوائي. لكن مازالت تفتقر العديد من مناطق زراعة الكوكا النائية إلى البنية التحتية اللازمة لتسويق هذه المنتجات القابلة للتلف في الوقت المناسب. من ناحية أخرى، يخزن الكوكا ويمكن نقله بسهولة. ظل سعر الكوكا مرتفعاً، وفي كثير من الحالات يظل محصولا أكثر جاذبية للمزارعين من هذه البدائل.
على الرغم من هذه العقبات، فقد تبنى العديد من المزارعين المحاصيل البديلة. في عام 2006م، صدّرت بوليفيا، نتيجة لبرامج التنمية البديلة، بتصدير 28 مليون دولار أمريكي من الموز، و1.9 مليون دولار أمريكي من الأناناس، و7.0 مليون دولار أمريكي من قلب النخيل. توظف هذه الصناعات الآن أكثر من 20000 شخص في منطقة شاباري.

## القضايا الجيوسياسية
بالنظر إلى الاعتبارات المذكورة أعلاه، يعتقد العديد من منتقدي حملة القضاء على الكوكا أن الهدف الأساسي للحكومة الأمريكية هو تقييد تدفق الموارد المالية إلى حركة التمرد الماركسية الكولومبية، فارك، التي يتم تمويلها بشكل رئيسي من خلال تجارة المخدرات غير المشروعة، وليس لأجل مكافحة المخدرات. قلة من هؤلاء المنتقدين لديهم أي شيء مؤيد لقوله حول تجارة المخدرات غير المشروعة، لكنهم يشيرون إلى أنه في ظل سياسات القضاء على الكوكا الحالية، يتحمل الفلاحون الفقراء العبء الأكبر للجهود المبذولة لمكافحتها، في حين أن شركات الكيماويات في أمريكا الشمالية وأوروبا (التي توفر المواد الكيميائية) اللازمة في صناعة الكوكايين) والبنوك (التي تغسل سنوياً مئات المليارات من الدولارات من العائدات غير المشروعة) تواصل جني الأرباح من هذه التجارة. (على الرغم من أنه من غير القانوني في الولايات المتحدة أن تحتفظ البنوك بأموال من عصابات المخدرات - مثل القوات المسلحة الثورية لكولومبيا - التي تم تصنيفها على أنها منظمات إرهابية أجنبية).
تنص المادة 26 من الاتفاقية الوحيدة للمخدرات، وهي معاهدة صدرت بدعم من الولايات المتحدة في عام 1961م، أن «يتعين على الأطراف فرض اقتلاع جميع شجيرات الكوكا التي تنمو في البرية بأقصى حد ممكن. يجب أن يدمروا شجيرات الكوكا إذا تمت زراعتها بطريقة غير مشروعة».
كثيرا ما اشتبكت إدارة مكافحة المخدرات ومقرها الولايات المتحدة، جنبا إلى جنب مع الحكومات المحلية، مع مزارعي الكوكا الملقبين بالـ cocaleros في محاولات للقضاء على الكوكا عبر جبال الأنديز. تُظهر هذه الخريطة منطقة شاباري في بوليفيا، والتي كانت مستهدفة بشكل كبير للقضاء على الكوكا. اتهمت منظمات غير حكومية معنية بحقوق الإنسان مثل هيومن رايتس ووتش الولايات المتحدة بارتكاب انتهاكات لحقوق الإنسان في «حرب الكوكا».
وفي الوقت نفسه، فإن شركة Stepan ومقرها الولايات المتحدة مخولة من قبل الحكومة الفيدرالية لاستيراد ومعالجة نبتة الكوكا  الذي تحصل عليه بشكل أساسي من بيرو، وبدرجة أقل من بوليفيا. إلى جانب إنتاج عامل نكهة الكوكا الخاص بـ Coca-Cola, تستخرج شركة Stepan الكوكايين من أوراق الكوكا، التي تبيعها إلى شركة Mallinckrodt، وهي شركة تصنيع أدوية طبية في سانت لويس بولاية ميسوري وهي الشركة الوحيدة في الولايات المتحدة المرخصة لتنقية الكوكايين للاستخدام الطبي.

## نتائج
في بداية العام 2003م، كان هناك حوالي 1740 كم 2 من الأراضي المزروعة بنبتة الكوكا في جميع أنحاء العالم، ومثلت كولومبيا أكثر من 60 ٪ من هذه الأراضي. توقع منتقدو برنامج الاستئصال الكولومبي أن ذلك سيؤدي إلى زيادة إنتاج الكوكا في كل من بيرو وبوليفيا. ومع ذلك، في نوفمبر 2003م، صرح مكتب الولايات المتحدة للسياسة الوطنية لمكافحة المخدرات (ONDCP) بأن المساحة المزروعة بالكوكا في كل من بيرو وبوليفيا مجتمعتين انخفضت بمقدار 35 كم 2 في العام حتى يونيو، مما يشير إلى أن برنامج استئصال المحاصيل في كولومبيا المجاورة لم يدفع لزيادة الإنتاج عبر الحدود. ووفقاً لتقديرات ONDCP, ارتفعت المساحة المزروعة بالكوكا في بوليفيا من 244 كم 2 في عام 2002 إلى 284.5 كم 2 في يونيو 2003م، ولكن تم تعويض هذه الزيادة في بيرو، حيث انخفضت المساحة المزروعة من 366 كم 2 إلى 311.5 كم 2.
كانت الأرقام الأمريكية مختلفة تماماً عن التقديرات الأولية في سبتمبر 2003م من قبل رئيس مكتب الأمم المتحدة المعني بالمخدرات والجريمة في كولومبيا، حيث أشارت الأرقام إلى أن الإنتاج في بيرو وبوليفيا قد ارتفع بنسبة تصل إلى 21٪ أو 150 كم 2 في تلك السنة. وقال مكتب البيت الأبيض إن تقديراته تستند إلى معلومات من صور عالية الدقة من الأقمار الصناعية. بينما استخدمت الأمم المتحدة أسلوباً مختلفاً ولم تقدم بعد أي تقدير رسمي لعام 2003م.
أشار تقرير مارس 2005م من قبل مكتب ONDCP أنه على الرغم من الرش الجوي القياسي لأكثر من 1300 كم 2 من الأراضي المزروعة بالكوكا في كولومبيا في عام 2004م، ظل إجمالي المساحة المزروعة بالكوكا «دون تغيير إحصائياً» عند 1140 كم 2. ورداً على التقرير أشار مكتب واشنطن لأمريكا اللاتينية (WOLA), وهو منظمة غير حكومية تراقب تأثير السياسة الخارجية للولايات المتحدة في أمريكا اللاتينية، أن إستراتيجية الرش الجوي قد تجاوزت حدودها. ووفقاً لـمكتب واشنطن لأمريكا اللاتينية WOLA, أشارت بيانات ONDCP الجديدة إلى استمرار «تأثير البالون» حيث أن الرش العنيف في بعض المناطق لم يمنع الزراعة في أماكن أخرى جديدة. علق كبير مساعدي WOLA لسياسة المخدرات قائلاً: «إن الزراعة المستقرة في عام 2004م تلقي بظلال من الشك على تنبؤات المسؤولين الأمريكيين بتأثير كبير على أسعار الأدوية الأمريكية ونقاوتها». بغض النظر عن ذلك تعهد الرئيس الكولومبي ألفارو أوريبي بالمضي قدماً في عملية تبخير محاصيل الكوكا الممولة من قبل الولايات المتحدة الأمريكية.
لم يتم بعد الإفصاح عن التقديرات الرسمية لزراعة الكوكا في بيرو لعام 2005م، لكن التقارير الصادرة عن وزارة الخارجية نفسها تشير إلى أن الزراعة في دولة بيرو قد زادت.
في بوليفيا، كان هناك انخفاض في الاشتباكات منذ عام 2004م، عندما أبرم إيفو موراليس والرئيس السابق كارلوس ميسا صفقة تسمح لمنطقة تشاباري بزراعة كمية محدودة من الكوكا بشكل قانوني، بالإضافة إلى منطقة يونغاس.
في عام 2006م، دمرت الحكومة الكولومبية حوالي 730 كيلومتراً مربعاً، ووصلت إلى أرقام قياسية جديدة في تدمير نباتات الكوكا. وخططت الحكومة الكولومبية لتدمير حوالي 500 كم 2 من الأراضي المزروعة بالكوكا في عام 2007م، والتي لن تترك سوى حوالي 200 كم 2. خططت الحكومة الكولومبية لتدمير ما تبقى من الكوكا تدريجيا على مدى السنوات التالية.

## روابط خارجية
- نشطاء مشروع الشمس المشرقة لمكافحة الحرب البيولوجية
- تقرير أخبار المخدرات عن حرب المخدرات
- موقع المعهد عبر الوطني للحرب الكيميائية والبيولوجية على المخدرات (TNI)
- الحلقة المفرغة: تقرير «الحرب على المخدرات» الكيميائية والبيولوجية الصادر عن المعهد عبر الوطني (TNI), مارس 2001
- الكوكا أم الموت؟ حركات كوكاليرو في بيرو وبوليفيا المعهد عبر الوطني (TNI), أوراق مناقشة المخدرات والصراع 10, أبريل 2004
- نتائج مسح زراعة الكوكا في كولومبيا: مسألة الأساليب, المعهد عبر الوطني (TNI), موجز سياسة المخدرات رقم 22, يونيو 2007،
- رش المحاصيل: مناقشة ديجافو: من إستراتيجية الأنديز إلى الاستراتيجية الأفغانية، المعهد عبر الوطني (TNI)، موجز سياسة المخدرات رقم 25, ديسمبر 2007
- زراعة الكوكا في منطقة الأنديز: دراسة استقصائية عن بوليفيا وكولومبيا وإكوادور وبيرو، مكتب الأمم المتحدة المعني بالمخدرات والجريمة (UNODC), حزيران / يونيو 2007
- الولايات المتحدة متهمة بإنشاء كوكا بلايت، من سان فرانسيسكو كرونيكل، 1999
- خمسون عاماً من الاتجار بالمخدرات من قبل وكالة المخابرات المركزية وأفراد حكوميين آخرين
- ecolombia.org: لا للخصخصة والتدخين في التماس عبر الإنترنت ضد خصخصة المتنزهات الوطنية في كولومبياس في محاولة لإضفاء الشرعية وإعادة التبخير على نطاق واسع
- معرض رسومات الأطفال على عقار التبخير